# Oberlangenegg
Oberlangenegg est une commune suisse du canton de Berne, située dans l'arrondissement administratif de Thoune.

## Références

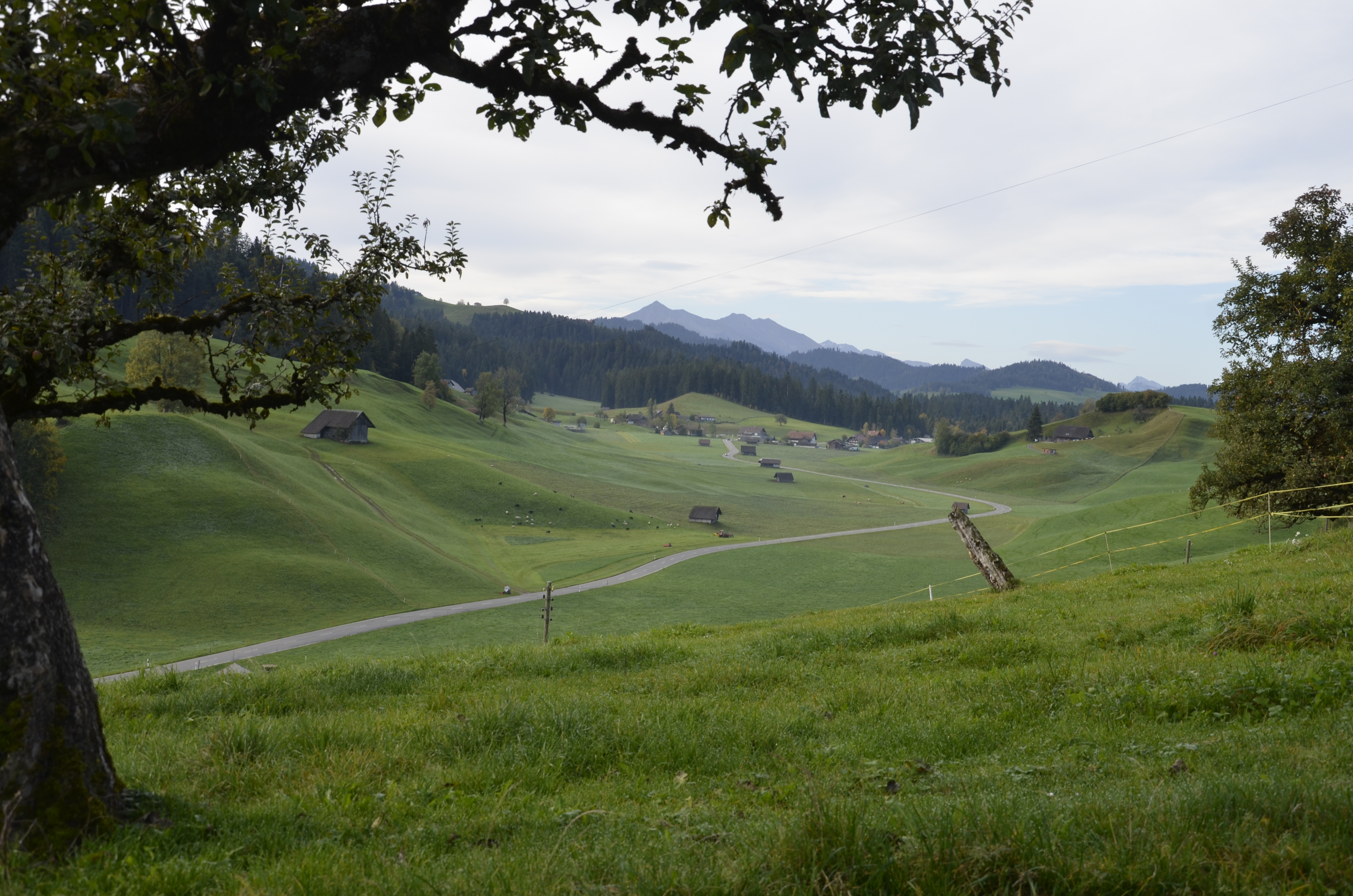
Süderenmoos et Kreuzweg dans la commune de Oberlangenegg

## Personnalités
- Beat Gerber, joueur de hockey